# Chinesische Rhetorik
Die chinesische Rhetorik heißt Xiucixue 修辭學 (修辞学). Das Wort „Xiucixue“ wird ungefähr „siu-ze-süe“ ausgesprochen. Es bedeutet wortwörtlich übersetzt „Lehre (學 xue) vom Zurechtlegen (修 xiu) der Worte (辭 ci)“.

## Geschichte
Die Geschichte der modernen Xiucixue beginnt in Japan. Ende des 19. Jahrhunderts prägten die Japaner den Terminus „Shujigaku“ als Übersetzung des griechischen Worts Rhetorik. Zur Verschriftung verwendeten sie chinesische Schriftzeichen, und zwar solche, die sich im Kommentar zum Buch der Wandlungen (Yijing) finden, ein Kommentar, der lange Zeit als von Konfuzius verfasst galt, so dass sich mit ihnen eine besondere historische Bedeutung und Autorität verbindet. Shujigaku wird japanisch 修辞学 geschrieben. Es sind die beiden ersten Schriftzeichen – 修辞 ist die vereinfachte Schreibweise von 修辭 –, die dem Kommentar entstammen. Die Chinesen haben das Wort von den Japanern zur Zeit der Vierten-Mai-Bewegung um 1919 zurückübernommen. Chinesisch wird es „Xiucixue“ ausgesprochen.
Als Gründungsvater der chinesischen Xiucixue gilt Chen Wangdao (1890–1977), der in Japan Rhetorik studiert hatte, mit seinem 1932 erschienenen Grundriss zur Lehre vom Zurechtlegen der Worte.
In dem Grundriss versucht Chen Wangdao, die Vielzahl von poetologischen Termini und Theorien, die sich auf die Formulierungsmöglichkeiten im Chinesischen beziehen, und die die chinesischen Literaturtheoretiker im Lauf der Jahrhunderte autochthon entwickelten, zu sichten und zu erfassen, und in die Einheit einer wissenschaftlichen Systematik zu bringen. An diesem Werk sind die meisten der Xiucixue-Bücher, von denen es in China heute eine unübersehbare Vielzahl gibt, orientiert.
Da sich die Systematik von Chen Wangdao wesentlich am System der abendländischen Rhetorik orientiert, kommt es zu einer Vereinigung von drei Traditionen: von griechisch-römisch-mittelalterlicher Rhetorik, chinesischer Poetik und chinesischem Konfuzianismus.
Die japanischen Gelehrten hatten sich mit der von Aristoteles, Cicero und Quintilian geprägten Rhetorik auseinandergesetzt und fanden ein systematisches Lehrsystem der Sprachphänomene vor, ein System, das bei den Sophisten ihren Anfang genommen hatte und dem einheitlichen Zweck diente, mit allen Mitteln, Vernunft- wie Beweggründen, zu überreden. Da die Rhetorik nicht nur eine Anleitung zum Reden, sondern zugleich eine zum Schreiben bot – die Reden wurden nicht selten bis ins kleinste Detail schriftlich vorgefertigt und Wort für Wort auswendig gelernt – so befand sich die Rhetorik von ihrem Beginn an in der Nähe zur Dichtungslehre, zur Poetik.
Die Chinesen konnten Anfang des 20. Jahrhunderts auf eine ausgeprägte poetische „Figuren“-Lehre zurückblicken, die sich mühelos mit der rhetorischen Figuren-Lehre griechischen Ursprungs gleichsetzen ließ. In Liu Xies Literarische Gesinnung und das Schnitzen von Drachen (Wenxin diaolong), das um 500 nach Christus entstand, werden beispielsweise das „Duiou“, „Piyu“ und „Kuashi“ behandelt. In der Rhetorik entsprechen ihnen das „Isokolon“, die „Similitudo“ und die „Hyperbole“. So konnten sie sich an der Systematisierung und der theoretischen Behandlungsweise der Rhetoriken orientieren. Den Zweck allerdings, das Ziel der Rhetorik, die Persuasion, konnten sie nicht übernehmen.
Dem Konfuzianismus gilt die Wahrhaftigkeit als ein Wert. Insbesondere die Sprache des Einzelnen soll wahrhaftig sein. Die Worte sollen die Dinge so beschreiben, wie sie sich dem Einzelnen präsentieren. Konfuzius fordert in den Gesprächen die „Rektifikation der Namen“ (正名 zheng ming), das heißt, er fordert, dass die Worte mit den Sachen zur Übereinstimmung gebracht werden. Die Rhetorik hingegen fordert das Vermögen zur Verstellung. Simulation und Dissimulation stehen im Partei-Interesse. Der Rhetor wird angehalten, die Dinge so zu präsentieren, nicht wie sie sich ihm tatsächlich zeigen, sondern wie er glaubt, dass sie dargestellt werden müssen, um das Publikum für seinen Interessens-Standpunkt zu gewinnen. In dem Wort „Xiucixue“ verbirgt sich konnotativ die Forderung nach Wahrhaftigkeit. Die Textstelle in dem Kommentar zum Yijing, der der Name entstammt, lautet:
„Der Edle fördert seine Tugendhaftigkeit und arbeitet an seinem Werk: Er ist gewissenhaft und glaubwürdig, auf diese Weise fördert er die Tugendhaftigkeit; er arbeitet an den Worten [修辭 xiu ci] und errichtet seine Wahrhaftigkeit; auf diese Weise gibt er dem Werk Dauer.“ (Vgl. Kommentar zum „Buch der Wandlungen“, 周易 Zhou yi „Wandlungen der Zhou“, 文言 Wen yan „Kommentar zu den Textworten“.)
Wer die Lehren der Xiucixue annimmt und umsetzt, wird verpflichtet, stets ehrlich und aufrichtig zu sein. Dieses „Hypokrisie-Verbot“ oder „Aufrichtigkeits-Gebot“ wird ausdrücklich formuliert: „Das wichtigste Prinzip beim Sprachgebrauch ist die Aufrichtigkeit“, heißt es in Huang Qingxuans Xiucixue. In der Tradition des Konfuzianismus konnte mithin kein rhetorisches System entstehen. Insofern Chen Wangdao dieser Tradition verhaftet war, musste auch er den persuasiven Zweck der Rhetorik ablehnen.
Das Herzstück der Xiucixue, die Lehre von den Wortzurechtlegemustern, korrespondiert mit dem elocutio-Teil der Rhetorik, in dem die Formulierungsmöglichkeiten in Hinblick auf die rhetorische Psychagogie behandelt werden. Das immanente Ziel der Xiucixue ist es jedoch, die Formulierungsmöglichkeiten als solche unabhängig von dem Zweck, zu dem sie gebraucht werden, zu betrachten.

## Beispiel
人人為我, 我為人人. 
Renren wei wo, wo wei renren.
„Alle für einen, einer für alle.“ (Slogan)
Der Satz in diesem Beispiel folgt dem Muster: aabc, cbaa. Auch wer kein Chinesisch spricht, kann Folgendes erkennen: Eine Reihe von Schriftzeichen: abc (人為我) wird umgedreht zu cba (我為人) und ergibt in beiden Richtungen Sinn. Das ist das Muster, nach dem die Worte (Schriftzeichen) zurecht gelegt werden. Das Muster heißt 回文 huiwen „Umkehrschrift“. Der Satz ist ein Slogan, er hat persuasive Funktion – er dient der Überzeugung – [siehe Persuasive Kommunikation], und ist damit rhetorisch.
Das Muster könnte auch in einem Gedicht vorkommen, hätte dann ästhetische Funktion. Dann ließe sich nicht von einem „rhetorischen Muster“, sondern von einer „Stilfigur“ sprechen.
In der europäischen Tradition entspricht dem Muster das Palindrom.